# HD 160365
HD 160365，又名BD+13 3421，SAO 102999、HR 6577，是一颗恒星，视星等为6.12，位于銀經37.09，銀緯21.99，其B1900.0坐标为赤經17h 34m 22.1s，赤緯+13° 21.99′ 5″。